# Gelsesziget
Gelsesziget là một thị trấn thuộc hạt Zala, Hungary. Thị trấn này có diện tích 4,98 km², dân số năm 2010 là 274 người, mật độ 55 người/km².